# Hide memorial summit
『hide memorial summit』（ヒデ・メモリアル・サミット）は、2008年5月3日、4日に東京の東京スタジアム（味の素スタジアム）で開催された野外ライブ。X JAPANのhideの十周忌追悼で催された。

## 内容
- 多数のバンドやミュージシャン、およびhideの遺志を引き継ぎ多くのチャリティ団体も参加した。
- 大ステージを2つの小ステージではさむ形のステージ構成がなされ、左右に2つずつ液晶スクリーンが設置された。
- アーティスト登場毎にhideの「POSE」がS.E.として流れ幕が開き、ライブスタートとなる演出がなされた。
- 入場者全員に特典としてゴム製リストバンドが配布された。
- hideは5月3日に出演した hide with spread beaver、5月4日に出演したX JAPANのステージで生前の映像で出演した。hide専用のスクリーンがドラムの後ろに設置された。

## 参加アーティスト (出演順)
5月3日（土）
- DJ OZMA (メイン・ステージ)
  - アゲ♂アゲ♂EVERY☆騎士
  - 超！
  - ever free（hideカバー）
  - Spiderman
  - 疾風迅雷
  - 純情
  - アゲ♂アゲ♂EVERY☆騎士(reprise)

- DaizyStripper (サブ・ステージ左)
  - MISERY(hideカバー)
  - ダンデライオン
  - decade

- Ra:IN (サブ・ステージ右)
  - Kashmir (Led Zeppelin) S.E.
  - Indicator To The Future
  - METAL BOX
  - 382

- RIZE (メイン・ステージ)
  - Lady Love
  - American Hero
  - ピンクスパイダー(hideカバー)
  - ゴースト
  - Live or Die
  - Why I'm me

- Versailles (サブ・ステージ左)
  - The Love from a Dead Orchestra
  - Shout & Bites
  - The Revenant Choir

- MarBell (サブ・ステージ右)
  - テノ鳴ル方へ
  - Miss All Birthday
  - Tokyo Spider
  - 最果ての灯

- マキシマム ザ ホルモン (メイン・ステージ)
  - What's up people?
  - 絶望ビリー
  - ぶっ生き返す
  - シミ
  - 恋のメガラバ
  - ロッキンポ殺し (S.E.)

- Phantasmagoria (サブ・ステージ右)
  - 神歌
  - 幻想曲

- T.M.Revolution (メイン・ステージ)
  - ignited
  - Zips
  - vestige
  - resonance
  - 夢幻の弧光
  - LOVE SAVER
  - HIGH PRESSURE

- hurdy gurdy (サブ・ステージ左)
  - LEMONed I Scream（hideカバー）
  - FLAKE（ZEPPET STOREセルフカバー）
  - FLAME（hideカバー）

- hide with Spread Beaver (メイン・ステージ)
  - SPREAD BEAVER (S.E.)
  - ROCKET DIVE
  - POSE
  - ピンク スパイダー
  - DOUBT
  - CELEBRATION～with PATA
  - ever free
  - DICE
  - TELL ME
  - MISERY

5月4日（日）
- heidi. (サブ・ステージ左)
  - TELL ME(hideカバー)
  - 泡沫
  - レム

- TOKYO YANKEES (サブ・ステージ右)
  - Pre-emptive Strike
  - Serial Killer
  - Ace Of Spades（Motorheadカバー）
  - Hollywood Heartbreaker

- LADIES ROOM (サブ・ステージ左)
  - Damage
  - JET COASTER
  - SEX，SEX & ROCK'N ROLL

- DIR EN GREY (メイン・ステージ)
  - THE FINAL
  - REPETITION OF HATRED
  - GRIEF
  - MISCAST(Xのカバー)
  - CONCEIVED SORROW
  - dead tree
  - OBSCURE
  - DOZING GREEN
  - 朔-saku-
  - THE ⅢD EMPIRE

- the Underneath (サブ・ステージ左)
  - Getting closer
  - 月影 -GEKKOH-
  - DOUBT (hideカバー)
  - 銃爪 -BITE THE BULLET-

- D'espairsRay (サブ・ステージ右)
  - POSE（hideカバー）
  - SIXty∞NINe
  - BRILLIANT
  - MIRROR

- MUCC (サブ・ステージ左)
  - ホウムラウタ (S.E.)
  - 蘭鋳
  - 梟の揺り籠
  - 志恩
  - ファズ
  - DICE（hideカバー）feat. TAL from the Underneath on Guitar
  - リブラ

- Oblivion Dust (サブ・ステージ右)
  - 限界破裂(hideカバー)
  - Microchipped
  - Never Ending
  - Designer Fetus
  - Radio Song
  - 24 Hour Buzz

- LUNA SEA (メイン・ステージ)
  - 月光(S.E.)
  - PRECIOUS...　
  - G.　
  - Déjàvu
  - SLAVE
  - SCANNER (hideカバー)
  - IN SILENCE
  - BLUE TRANSPARENCY 限りなく 透明に 近い ブルー
  - ROSIER
  - TONIGHT
  - WISH
  - UP TO YOU

- X JAPAN (メイン・ステージ)
  - Amethyst(S.E.)
  - PROLOGUE (~WORLD ANTHEM)(S.E.)
  - Rusty Nail
  - SCARS
  - Silent Jealousy
  - 過去のhide映像(Forever Love)
  - YOSHIKI Piano Solo
  - Without you
  - HIDEの部屋
  - 紅
  - アンコール
    - ENDLESS RAIN
    - I.V.（SUGIZOがゲストギターとして参加）
    - ピンクスパイダー（真矢がドラム、前曲からのSUGIZOと共に、YOSHIKIがhideの愛用していたイエローハートを持って、ギターを担当。）
    - BELIEVE
- X
  - 出演バンド：X JAPAN、LUNA SEA、T.M.Revolution、MUCC、Spread Beaver、LADIES ROOM、Versailles、DaizyStripper etc...
  - ヴォーカル：TOSHI、RYUICHI、T.M.Revolution、逹瑯(MUCC)、HIZUMI(D'espairsRay)
  - 楽器：X JAPAN、LUNA SEA、ミヤ(MUCC)
  - イントロではYOSHIKIがドラム、真矢はタンバリンだったが、曲が始まる前にYOSHIKIはギター、真矢はドラムに変更。そして、途中でYOSHIKIはギターを破壊し、ドラムに変更。ライブでおなじみの「飛べ飛べコール」は、もちろんhideが担当。
  - Say Anything (S.E.)

## 協賛
- メイクアウィッシュジャパン
- 全国骨髄バンク
- ハートリボンプロジェクト
- 乳房健康研究会
- 子宮頸がんを考える市民の会